# Streetsia porcella
Streetsia porcella är en kräftdjursart som först beskrevs av Claus 1879.  Streetsia porcella ingår i släktet Streetsia och familjen Oxycephalidae. Inga underarter finns listade i Catalogue of Life.